# 夢想 (ドビュッシー)
《夢想》（むそう、Rêverie ）は、クロード・ドビュッシーが作曲したピアノ独奏曲。《夢》（ゆめ）とも訳される。

## 概要

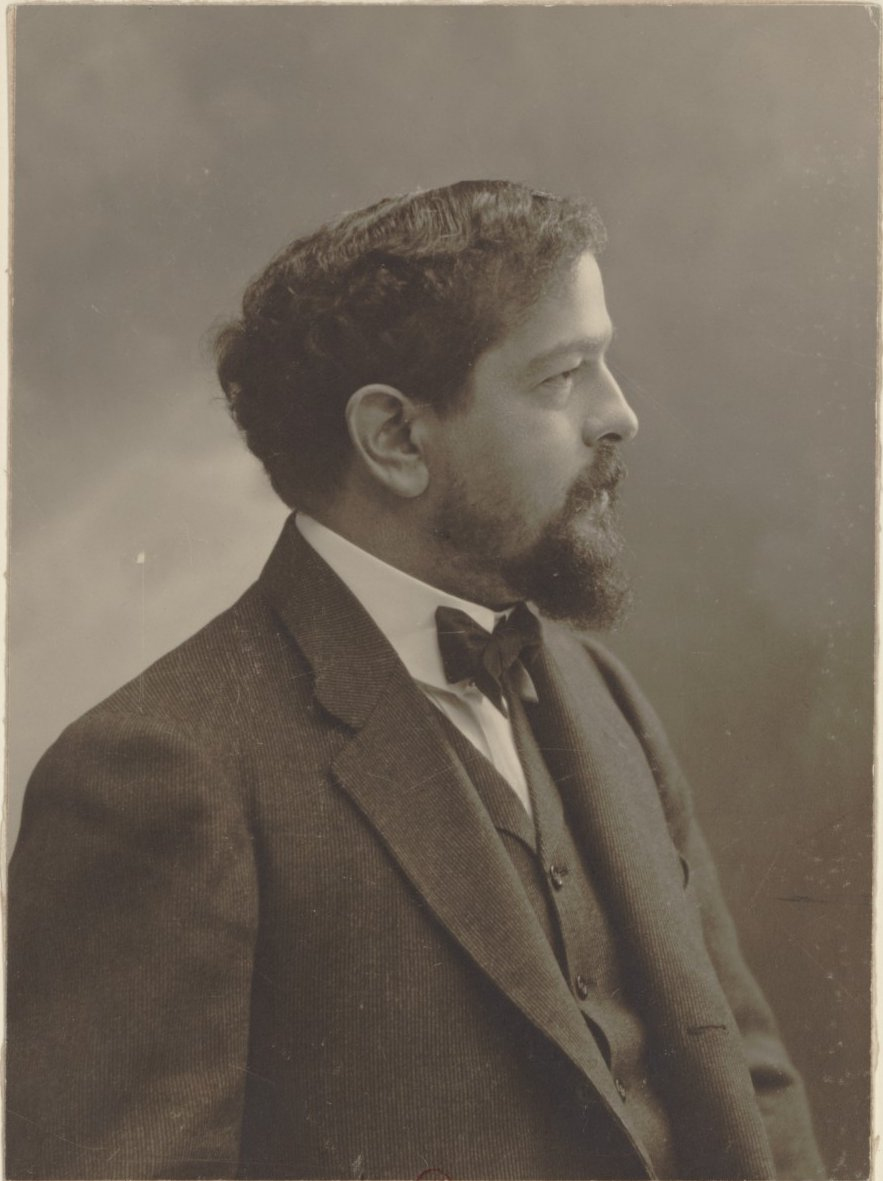
『夢想』がウジェーヌ・フロモンにより出版された年、1905年当時のドビュッシー

1884年、ドビュッシーは22歳でカンタータ《放蕩息子》によってローマ大賞を受賞した。受賞に伴うローマの留学からパリへの帰国の3年後の1890年、《ベルガマスク組曲》に着手した頃に作曲された。まだ作曲家として駆け出しの頃に、経済的な苦境から必要に迫られて書いた曲と伝えられている。曲は1891年に《マズルカ》とともに、手違いにより5ヶ月違いで出版者のシュダンとアメルに二重売りされた。その後ドビュッシーの庇護者となった出版社のジョルジュ・アルトマンの手に渡り、アルトマンの死後は彼の協力者だったウジェーヌ・フロモンに買い取られた。ドビュッシーはこれらの若書きの作品を評価せず、後年《映像》第1集などの傑作を書くようになると、「この手の作品は全然好きではない」「やっつけ仕事で書いた大したことのない粗悪品」と出版社に語っている。作品は1905年にフロモンにより出版された。ドビュッシーは自身の意に反して若い頃の作品を出版するフロモンの態度に不満を募らせ、同年の7月15日、新たにジャック・デュランと専属出版の契約を署名した。
同年に作曲された《ロマンティックなワルツ》や《2つのアラベスク》などの他の小品と比べて、とりわけ平易な楽想とテクスチュアを持っている。

## 構成
アンダンティーノ、4分の4拍子。
タイトル通り夢幻的な雰囲気に満ちており、分散和音にのった甘美な旋律による部分とコラール風の中間部から成る。また調性も曖昧である。演奏時間は約4分。

## 同時期の作品
- 2つのアラベスク
- マズルカ
- スティリア風のタランテラ（舞曲）
- バラード（スラヴ風バラード）
- ロマンティックなワルツ
- 民謡的な主題によるスコットランド行進曲

## 編曲
- 冨田勲のアルバム《月の光》の中に、シンセサイザーの多重録音による演奏が収録されている。

## ポピュラー音楽での利用
《夢想》をベースにアメリカ合衆国のトランペット奏者・バンドリーダーのラリー・クリントン（en:Larry Clinton）が詞をつけ、歌手を伴って演奏した「My Reverie」が1938年にヒットした。それ以降はビング・クロスビー、サラ・ヴォーン、トニー・ベネット、器楽奏者ではディジー・ガレスピー、グレン・ミラーらによって演奏されている。

## 使われた作品など

### 特撮
- ウルトラマンアーク - 第21話「夢咲き鳥」の序盤で、芝アオイ（演：辻凪子）が同級生の夏目リン（演：水谷果穂）に仕事の愚痴を溢すシーンで使われた。